# Paul Raths
Paul Raths (* 14. September 1922 in Łódź, Zweite Polnische Republik; † 1976) war ein polnisch-deutscher Physiologe und Hochschullehrer.

## Leben und Wirken
Nach dem Schulabschluss studierte er, promovierte zum Dr. rer. nat. und habilitierte. 1960 wurde er Dozent für Physiologie an der Martin-Luther-Universität Halle-Wittenberg. Er befasste sich vor allem mit Winterschlaf und Hypothermie.

## Schriften (Auswahl)
- (mit Gustav-Adolf Biewald): Tiere im Experiment. Ergebnisse und Probleme der Tierphysiologie. Köln 1971.
- Tiere im Winterschlaf. Leipzig, Jena, Berlin 1975.
- Az állatok téli álma. Budapest 1975.
- Zimní spánek zvířat. Praha 1980.
- Zwischen Tag und Traum. Die Biologie des Schlafes. Wir und die Natur. Köln 1983.